# Монтенеро д'Орча
Монтенеро д'Орча је насеље у Италији у округу Гросето, региону Тоскана.
Према процени из 2011. у насељу је живело 243 становника. Насеље се налази на надморској висини од 317 м.